# Эйван
Эйва́н (перс. ايوان‎) — город на западе Ирана, в провинции Илам. Административный центр шахрестана Эйван.

## География
Город находится на севере Илама, в горной местности западного Загроса, на высоте 1184 метров над уровнем моря.

Эйван расположен на расстоянии приблизительно 25 километров к северо-западу от Илама, административного центра провинции и на расстоянии 490 километров к юго-западу от Тегерана, столицы страны.

## Население
На 2006 год население составляло 27 752 человека; в национальном составе преобладают курды.
| 1996   | 2006   | 2010   |
| ------ | ------ | ------ |
| 23 482 | 27 752 | 29 591 |